# 国家与世界经济大学
国家与世界经济大学 位于保加利亚的首都索菲亚。学校建立于1920年，至今已有95多年的历史，是保加利亚最大、最古老的经济类高等院校。

## 历史
学校最初名为自由政治经济大学。在1990年4月27日，学校由国民议会通过决议升级为大学，并且将名字改为索非亚国家经济和世界经济大学。索非亚国家经济和世界经济大学的目标完全符合国家的科学及教育政策，过去5年内学生数量的快速增长表明了学校充满了潜力，通过其高度专业化的科学及学术人员，能够为学生们提供一流的科学与教育服务，索非亚国家经济和世界经济大学设有专科、本科与硕士学位 。